# 東京大学前刺傷事件
東京大学前刺傷事件（とうきょうだいがくまえししょうじけん）は、2022年 （令和4年）1月15日に、大学入学共通テストの試験会場である東京都文京区の東京大学のキャンパス前で、17歳の男子高校生が、3人を刃物で切りつけて負傷させた殺人未遂事件である。

## 概要

### 事件発生
2022年 （令和4年）1月15日、午前8時35分頃、男性が「刺された」と警視庁本富士署弥生町交番に駆け込んだ。大学入学共通テストの試験会場の文京区の東京大学弥生キャンパスの農学部正門前の路上前で、共通テストの受験生の高校生男女2人と70代の男性の背中を、刃物で切りつけた17歳の男子高校生が、警視庁に現行犯逮捕された。刺された3人は病院に搬送され、命に別条はない。

### 凶器
凶器に使われたのは、刃渡り約12センチ包丁である。また、凶器の包丁以外にも、加害者は、折りたたみ式の20センチののこぎり、6センチのナイフも所持しており、「3本とも買って自宅から持ってきた」と説明した。警視庁少年事件課はこれらの刃物を押収した。

### 放火の計画
加害者は、可燃性の液体合わせておよそ3リットルをペットボトルや瓶に入れて持っていた。東大前駅構内では、事件の直前に着火剤のような物が燃えるぼやが、少なくとも8か所で確認され、加害者は「自分が火をつけた」などと話している。地下鉄車内にも液体がまかれた跡があった。
事件前、東京メトロ南北線の車内から可燃性の液体が染みこんだリュックサックが見つかっていた。少年は「車内にも液体をまき、火をつけようとしたが、うまくいかなかった」と話している。

### 加害者と動機
加害者である愛知県名古屋市の私立高校2年生の少年は、名古屋から高速バスを使い、東京へ移動した。少年は、「医者になるために東大を目指して勉強していたが、成績が一年前からふるわなくなり、自信をなくした」、「人を殺して罪悪感を背負って切腹しようと考えるようになった」と供述している。また、事件前に加害者が下見をしていた可能性もある。

### 刑事訴訟
2022年6月22日、名古屋家庭裁判所は、殺人未遂などの非行内容で送致されていた少年（18）について、「通り魔的に3人もの生命を脅かす重大な事案で犯情は相当に重い」として逆送致を決定した。7月1日、東京地方検察庁は少年を殺人未遂や威力業務妨害などの罪で起訴した。
2023年（令和5年）11月17日、東京地方裁判所は、「人命軽視の姿勢は甚だしい」として元少年（19）に懲役6年以上10年以下の不定期刑の判決を言い渡した。控訴期限までに検察側、弁護側双方が控訴しなかったため、12月2日付でこの判決が確定した。

## 影響

### 文科相記者会見
事件当日に、末松信介文部科学大臣が緊急記者会見を行った。被害を受けた受験生について、「本人の状況と意向を確認し、追試験の受験が可能かどうかも含め、受験機会の確保に最大限の対応をしたい。各大学の個別入試で合否判定することも選択肢の1つとしてあろうかと思っている」、「誠に遺憾で、残念だ。あってはならないことだ。被害に遭われた方の一日も早い回復をお祈りしたい」、「現場に居合わせた受験生のショックは計り知れない。その心情に寄り添う必要性を重大に感じている」などと述べた。また、大学入試センターから試験会場の警備強化を各大学に要請し、安全対策強化も警察庁に要請したと発表した。

### 救済措置
共通テストでは、体調不良などで受験できなかった生徒を対象に1月29日、30日に追試験が予定されており、事件の被害者についても対象となるが、それまでに容態が回復しなかった場合について、2次試験など個別試験だけで合否判定する措置が適用できないか検討されている。また、事件の影響による精神的動揺でこの会場でのテストを受けられなかった4人の追試験を認める措置を同月26日に発表した。

### 警備体制強化
切りつけ事件を受け、大学入試センターは試験会場の各大学に警備体制強化を要請。共通テスト2日目の1月16日から更に強化された。広島大学では、職員を増やして正門の外にも配置するなど警備を強化した。岡山大学では、警察が警備にあたり、職員の見回りを増やすなどした。名古屋大学では、パトカーが巡回し、名古屋工業大学でも警察官が警備にあたった。

### 謝罪
加害者の通う高校が16日にコメントを発表し、「本校在籍生徒が事件に関わり、受験生の皆さん、保護者・学校関係者の皆さんにご心配をおかけしたことについて、学校としてお詫びします」と謝罪した。また、加害者の父親が弁護人を通して謝罪コメントを発表した。